# 마맹하
마맹하(馬孟河, 1701년 ~ ?)는 조선의 문신이다. 본관은 목천(木川). 자는 군범(君範). 증조부는 첨지중추부사(僉知中樞府事) 마인호(馬仁浩)이고, 외조부는 이덕형(李德馨)이다. 처부는 임전(林㙉)과 김리복(金履復)이다. 개성(開城) 출신.
1727년(영조 3) 증광시 진사(進士) 3등으로 합격하여 성균관권지(成均館權知)를 지냈다.
1747년(영조 23) 식년시 문과(文科)에 을과(乙科) 3위로 급제하여 성균관 학유(學諭)가 되었다. 아들 마지휘(馬之徽)도 1756년(영조 32년) 문과에 급제하여 봉상판관(奉常判官)과 성균관직강(成均館直講)을 지내고 첨지중추부사(僉知中樞府事)를 역임했다.